# Джамби
Джамби е една от провинциите на Индонезия. Административен център е едноименния град Джамби. Населението ѝ е 3 397 164 жители (по преброяване от май 2015 г.), а има площ от 50 058 кв. км.
Религиозният състав през 2010 г. е: 98,4% мюсюлмани, 1,1% християни, 0,36% будисти и други. Намира се в часова зона UTC+7. Провинцията е била използвана от холандците за търговията с пипер. Администрацията на Джамби ще изгради хабитат за слонове на 101 000 хектара, за да намали конфликтите между жителите и животните.